# Server application
In un'architettura client/server, è definita server application l'applicazione eseguita sul sistema server, che mette a disposizione dell'utente, definito client (cliente) determinate funzionalità.
I servizi sono offerti a client, solo in seguito ad un'autenticazione dello stesso.
Concetto spesso confuso con quello di Application Server.